# Örmény irodalom
Örmény irodalom alatt az örményországi és/vagy örmény nyelvű irodalmat értik.

## Pogány kor (Kr. e. II. század–Kr. u. III. század)
A legtöbb nép irodalmának, így az örménynek is, a dalok alkotják az alapját, és bizonyos feljegyzések szerint a koltáni dalokkal veszi az örmény irodalomtörténet kezdetét.
A legelső történetiró Kátinai Már Abasz vagy Ibasz volt, aki az örmények történetét görög írással jegyezte fel a Kr. e. II. században. A második történetiró edesszai Lerubnász, akit Ulip, Bardezánes, Arditheosz és a perzsa születésű Khorhobud követett.

## Keresztény kor (IV. század– napjaink)

### Kezdetek (IV.–V. század)

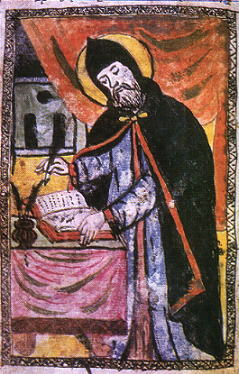
Szent Mesrop

Az örmény kereszténység első írója Világosító Szent Gergely (örményül: Szurp Krikor Luszávarics), aki a Kr. u. IV. században írt homíliákat a megtért örmények oktatására. Ugyancsak az örmény kereszténység kezdeti időszakára esett Agathangelosz működése, aki Világosító Szent Gergely életrajzát írta meg. Kláig Zenobius püspök, Dáron tartomány történetét írta meg, Niszibiszi Szent Jakabnak pedig homiliái ismertek Bizánci Fausztosz, az örmények történetét folytatta az Agathangelosz utáni időktől 390-ig. Ezeket a műveket örmény nyelven legkorábban az V. században írhatták, miután Szent Mesrop 402 körül megalkotta az örmény ábécét. Nem sokkal az örmény ábécé létrehozása után Sáhák és Mesrop 412-ben a Bibliát örményre fordította, s ez által az örmény irodalom legszebb emléke jött létre. Sáhák és Mesrop tanítványa volt Movszesz Horenaci.
Az V. század történetirója volt Örmény Elizeus és Phárbi Lázár, és ugyancsak ebben az időben sok szír és görög iratot világi és egyházi írók fordítottak örmény nyelvre. A legnevezetesebbek: Kaiszareiai Euszebiosz Krónikája; Alexandriai Philón beszédei; Aranyszájú Szent János homiliái; Szír Szent Efrém; Antiochiai Szent Ignác levelei. Filozófia művek közül Arisztotelész néhány munkája került lefordításra: a Kategóriák, az Értelmezésről, Kommentár az Analitikához; az álarisztotelészi iratok közül a Világról, az Erényről szólók, majd Porphyrios Isagogeja. Ezeket a fordításokat és kommentárokat Dávid bölcsésznek, azaz örményül Ánhághth Dávid ('a legyőzhetetlen Dávid') tulajdonították, aki azonban – egyes vélekedések szerint – csak a Filozofia meghatározását, mint Isagogét fordította. Az egyházi irodalom területén működött Esznig, aki a Szekták cáfolata című munkát írta. (A mű fontos tudósításokat foglal magában a manicheusokról.) Esznig írása részben görög forrásokra vezethető vissza, részben pedig Szent Epiphaniosznak a szektákról irott művére. Gorion Örmény Izsák és Mesrop életrajzát hagyta hátra.

### VI.–X. század
A VI. században csak II. Mózes katolikosz naptárjavítása érdemel figyelmet.
A VII. században Mámigoni János Dáron tartomány történetét írta meg. Kortársai voltak és irodalmi tevékenységet folytattak Kerthenavor Theodórosz, III. Izsák katolikosz és Szebeosz Heraklioszával.
A VIII. században Ozniai, örményül Oszdnenzi János (katolikosz 718–729) az eutichiánusok és paulicianusok elleni iratokat szerzett. István szüniki érsek is több műnek szerzője, illetve görögből fordítója. Khevond (Leontino) a 661 és 788 közötti évek történetét, Örményországban arab meghódítását dolgozta fel.
A IX. században IV. János katolikosz folytatta a történetírást a 925-ös évig. Ardzruni Tamás is – nagy terjedelmű – történeti művet írt, amely 936-ig tárgyalja az eseményeket.
A X. században működött Nagy Khozrov. Fő műve az Értelmezések az örmény breviariumhoz. Kortársai Vájokori Mezrop (Nagy Narszész életrajza és Az örmények és georgiaiak történelmének az Orpeliak alatt). Kalankatuenzi Mózes (A kaukázusi albánok története), Asolik vagy Asolnik István (Az örmények általános történelme 1004-ig).

### XI.–XV. század

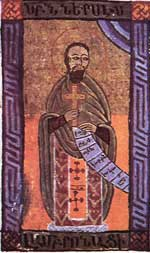
Lámproni Narszész

A XI. században Lásztriverdi Arisztág írt történeti munkát, melyben a 989 és 1071 közötti éveket dolgozta fel. Erez Máté pap, Aranyszájú Szent János és Nazianzi Szent Gergely életrajzát fordította le görög nyelvről örményre. Mágisztrosz Gergely egyházi költőként tevékenykedett, emellett Platón több művét örményre fordította.
A XII. században élt Kláji Szent Narszész (Snorháli, azaz Kellemes melléknévvel, 1102 – 1173), aki költő és egyházi író volt egyszemélyben. Urhai Mátyás a 952 és 1136 közötti eseményeket dolgozta fel történeti művében. IV. Gergely katolikosz ('Gyermek Gergely') hat levéle, valamint a híres szónok, Lámproni Narszész (1153 – 1198) zsinati beszéde is ekkor keletkezett.
A XIII. században élt Örmény Mihály (?–1200) a bibliai Ádámtól 1198-ig írt történelmi művet. Nagy Vártán meséket, egyházi műveket és a világ teremtésétől 1267-ig terjedő krónikát írt. Gándzáki Kirágosz ugyancsak történetíró volt, és a 300-tól 1265-ig terjedő korszakot dolgozta fel. Örmény Malakhiás apát az 1228 és 1272 közötti örmény tatárjárást jegyezte fel. Rábum Váhrám a kis-örményországi Rupenida-dinasztia történetét dolgozta fel 1280-ig. Orpeli István Szünik tartomány történetét és egyéb munkákat írt. A korban működött még Ercingáni János.
A XIV. század jelentősebb alkotója Szembát, örményül Szembad írt történelmi munkát a 952–1244-es évekről. A században kezdődött meg az örmény irodalom hanyatlása.
A XV. századi Mezopi Tamás az Örményországot (is) pusztító Timur Lenk történetét dolgozta fel.

### XVI.–XIX. század
A XVI. században élt Tokáti Abagár, az örmény nyomdászat megalapítója.
A XVII. században Taurisi Arakhiel az 1605 és 1663 közötti évek történetét dolgozta fel.
A XVIII. században Csámitsián Mihály több mint 3000 oldalas örmény történelmi munkát írt a legrégibb időktől 1784-ig.
A XIX. században Insidseán Lukács az ókori Örményország- és az ókor történelmét, valamint a Boszporusz leírása c. műveket írta.

## Örmény irodalom magyar nyelven
- Hajk és Bél harca. A régi örmény irodalom kincsestára (szerk. Schütz Ödön, Pete György), Életünk Szerkesztősége, Szombathely, 1995, ISBN 963-7918-43-4, 310 p